# Дефолиация
Дефолиа́ция (от лат. de — приставка, обозначающая отделение, удаление, и folium — лист) — явление опадания листьев с растений при неблагоприятных факторах окружающей среды, а также процесс искусственного удаления листьев при помощи специальных препаратов — дефолиантов.

## Природная
Опадание листьев под влиянием факторов внешней среды происходит исключительно у листопадных растений.
Данный процесс происходит при неблагоприятных факторах внешней окружающей среды: слишком низкой/высокой температуре и влажности воздуха, засухе, низкой интенсивности освещения, избытке или недостатке минералов, болезнях, поражении вредителями а также другие неблагоприятные факторы.
Данные факторы могут либо задерживать либо же стимулировать процесс дефолиации. Опадание листьев у деревьев и кустарников во время жаркого засушливого периода года способствует сохранению влаги в растениях. Ряд декоративных деревьев сбрасывает листья под влиянием атмосферного загрязнения, другие — как следствие повреждения листовых пластинок насекомыми или микозами.
Значение имеют также возраст листьев, интенсивность, протекающего в них метаболизма, уменьшение количества ауксинов и синтез этилена, накопление которого ускоряет процессы катаболизма, способствуя формированию отделительного слоя и процессу опаданию листьев.

## Искусственная

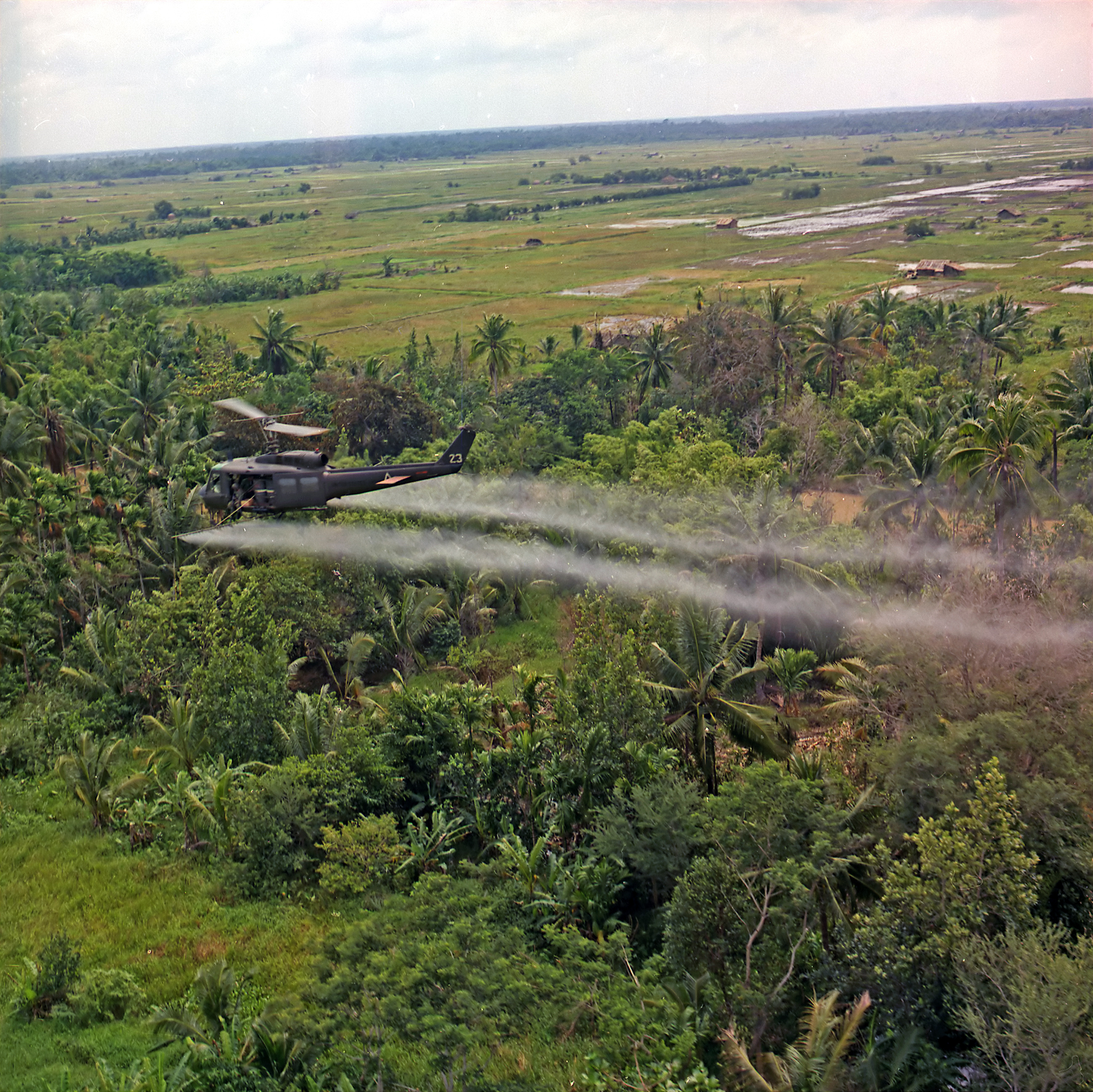
Вертолёт, распыляющий дефолиант над джунглями Вьетнама, 26 июля 1969 года.

Искусственная дефолиация обычно проводится для облегчения машинной уборки урожая в сельском хозяйстве. Дефолиацию применяют на посевах хлопчатника (за 6 дней до уборки урожая), технических сортах винограда (за 20 дней до уборки), семенников люпина.
Химические вещества, которые искусственно вызывают опадение листьев растений, называют дефолиантами. Они ускоряют опадание листьев только у тех растений, которым первоначально свойственен естественный листопад.